# Stazione di Vergiate
Stazione di Vergiate vasútállomás Olaszországban, Lombardia régióban, Vergiate településen.

## Vasútvonalak
Az állomást az alábbi vasútvonalak érintik:
- Domodossola–Milánó-vasútvonal

## Kapcsolódó állomások
A vasútállomáshoz az alábbi állomások vannak a legközelebb:
- Stazione di Sesto Calende
- Stazione di Somma Lombardo